# Karl Renz
Karl Renz (12 dicembre 1953) è un oratore e mistico tedesco, originale divulgatore occidentale dell'Advaita Vedānta.
Nato da una famiglia contadina della Bassa Sassonia, fu dapprima agricoltore nell'azienda di famiglia, ebbe poi una formazione artistica. Dal 1980 svolge l'attività di musicista e artista visivo, e divide la sua esistenza tra Berlino e le Isole Canarie, quando non è in giro per il mondo per conferenze, che lui chiama talks.

Il suo credo, maturato in seguito a un'esperienza di pre-morte simile a quella accaduta a Ramana Maharshi è che nessuno può mai raggiungere l'illuminazione, dal momento che quando questa avviene dissolve la falsa idea di essere un "io" separato da tutto il resto del creato, ovvero il sé. E nei suoi talks Renz, appunto, afferma di non essere lui a parlare ma il sé che parla a se stesso.

Durante un satsang in cui era presente la ricercatrice spirituale Isabella Di Soragna, Renz spiegò al suo pubblico come l'evento che l'avrebbe portato alla trascendenza cominciò col suo proposito di provare la teoria letta in un libro di Carlos Castaneda, cioè quella di guardarsi le mani prima di dormire, in modo da poterle visualizzare anche durante i sogni. In seguito vi fu un periodo di alcuni anni durante i quali Renz ebbe fortissime emicranie che nessun farmaco riusciva a calmare, impedendogli qualsiasi attività e portandolo quasi alla morte. Poi, bruscamente, queste cessarono e Renz si sentì invadere da un'incredibile energia, quasi elettrica, "a mille volt".

Si può supporre che questa esperienza sia stata dovuta a una "risalita" dell'energia Kundalini dai chakra inferiori (quelli alla base della spina dorsale) a quelli superiori - fino alla testa - che nell'umanità attuale normalmente sono chiusi.

Dai suoi incontri col pubblico sono stati tratti diversi libri, tra cui Pour en finir avec l'éveil et autres conceptions erronées e The myth of the enlightenment, finora non ancora tradotti in italiano.
 Questa sua esperienza fu molto simile a quelle accadute a Jiddu Krishnamurti e U.G. Krishnamurti.
I suoi satsang europei si svolgono in Germania, Svizzera e Croazia.

Ogni anno, intorno a gennaio, fa un satsang di molti giorni a Bangalore.

Ha tenuto e tiene conferenze in Israele, Messico, Australia, America del Sud, America del Nord.
Da uno dei suoi talks;
"La conoscenza di sé è la comprensione dell'impossibilità di una via d'uscita. 
L'assoluta rassegnazione a capire se stessi, non potersi mai conoscere, 
questa è l'assoluta quiete. Dove non esiste più nessun desiderio di conoscere se stessi.
Questa è la vera conoscenza di se stessi. 
Che non potrò mai sfuggirmi e che non potrò mai afferrarmi".